# 2-Tetralon
2-Tetralon je organsko hemijsko jedinjenje sa molekularnom formulom . Ovo bezbojno ulje je intermedijer u organskoj sintezi. Ono je ketonski derivat tetralina, hidrogenisani derivat naftalena. Srodno jedinjenje je 1-tetralon.
2-Tetralon se priprema reduktivnim razlaganjem 2-naftil etara.
2-Tetralon je intermedijar u sintezi mnoštva farmaceutskih lekova, kao što je antidepresiv napamezol.